# Řeřicha
Řeřicha (Lepidium) je obsáhlý rod rostlin z čeledě brukvovitých. Po celém světě bylo objeveno kolem 175 druhů.
Některé druhy vytvářejí tzv. stepní běžce.
Jako kulturní rostlina se kvůli léčivým účinkům již od starověku využívala řeřicha setá.

## Výskyt
Řeřicha se vyskytuje zejména v povodí řek, můžeme ji nalézt i na polích nebo v lesích, kde byl původně potok, bažina nebo jiné místo s vlhkou půdou.
Je také možné ji nalézt pod vodní hladinou, není to ale typické pro tuto rostlinu.
Vyskytuje se téměř po celém světě (kromě pouští a polopouští). V jiných zemích má příbuzná rostlina jiný název.